# Stara Kopana
Stara Kopana – część wsi Kopana w Polsce, położona w województwie mazowieckim, w powiecie piaseczyńskim, w gminie Tarczyn. 
W latach 1975–1998 Stara Kopana administracyjnie należała do województwa warszawskiego.